# Zoianillus
Zoianillus is een geslacht van kevers uit de familie van de loopkevers (Carabidae). De wetenschappelijke naam van het geslacht is voor het eerst geldig gepubliceerd in 1994 door Sciaky.

## Soorten
Het geslacht Zoianillus is monotypisch en omvat slechts de volgende soort:
- Zoianillus acutipennis Sciaky, 1994